# Вулиця Івана Микитенка (Київ)
Ву́лиця Іва́на Миките́нка — вулиця в Дніпровському районі міста Києва, житловий масив Воскресенка. Пролягає від Воскресенського проспекту до Братиславської вулиці. Будинки на відрізку від Райдужної вулиці до Воскресенського проспекту мають адреси по ним, а не по вулиці Микитенка.
Прилучаються вулиця Сірожупанників, вулиця Остафія Дашкевича, безіменний проїзд до вулиці Сулеймана Стальського та вулиця Ірини Бекешкіної.

## Історія
Вулиця виникла в середині XX століття, сучасної довжини досягла наприкінці 2010-х років. У 1957 році набула назву Погребська, так як була частиною дороги до с. Погреби на північно-східній околиці Києва. Сучасна назва на честь Івана Микитенка — з 1964 року. 
Початкова частина, яка йшла до Воскресенського проспекту, проходила через Воскресенську слобідку, приватна забудова якої була знесена у 1960-ті–1980-ті роки. Наприкінці 2010-х років була продовжена від перетину з вулицею Ірини Бекешкіної до Братиславської вулиці.

## Установи та заклади

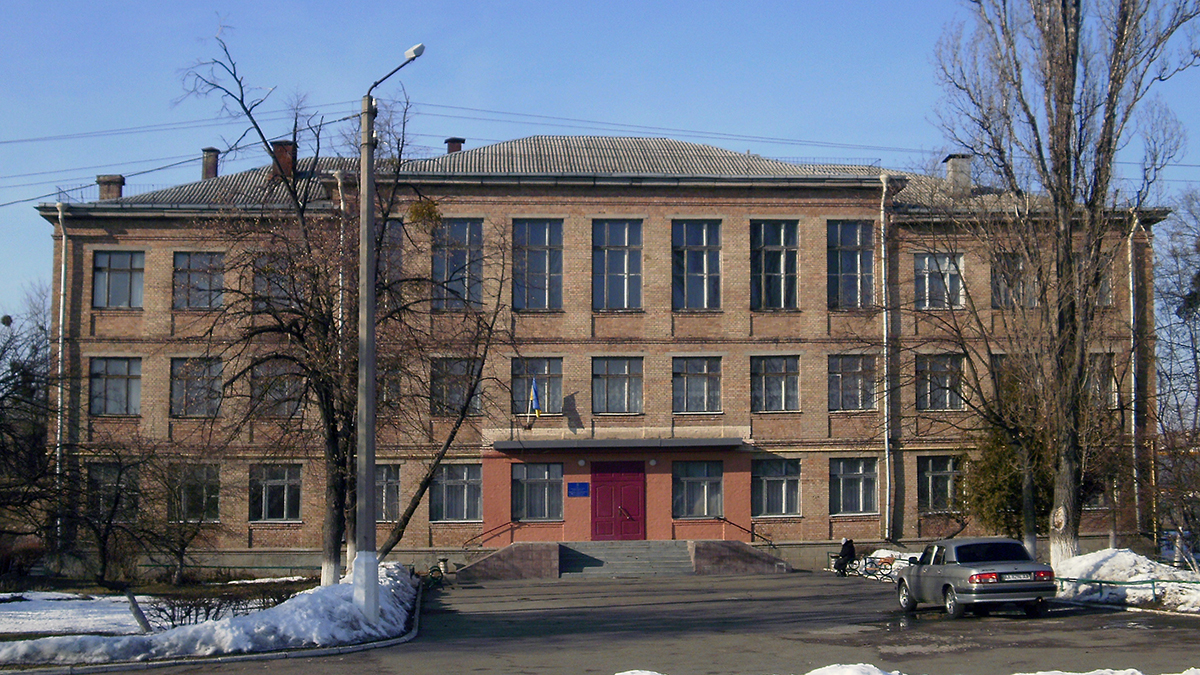
інтернат № 18 для глухих, типовий проєкт 2-02-73, 1960 р., має адресу просп. Воскресенський, 23, вид із вул. Микитенка

- № 7 — спеціалізована школа № 98 з поглибленим вивченням англійської мови.
- № 7в — відділення Ощадбанку України.
- № 9а — дитячий сад-яслі № 447.
- № 20а — Церква адветистів сьомого дня.